# HFC Haarlem in het seizoen 1973/74
Het seizoen 1973/1974 was het 20e jaar in het bestaan van de Haarlemse betaaldvoetbalclub Haarlem. De club kwam uit in de Eredivisie en eindigde daarin op de 12e plaats. Tevens deed de club mee aan het toernooi om de KNVB Beker, hierin werd in de tweede ronde, na verlenging, verloren van AZ '67 (1–2).

## Wedstrijdstatistieken

### Eredivisie
|       | Ajax  | FC Amsterdam | AZ '67 | Feyenoord | Go Ahead Eagles | De Graafschap | FC Groningen | FC Den Haag-ADO | MVV   | NAC   | N.E.C. | PSV   | Roda JC | Sparta | Telstar | FC Twente '65 | FC Utrecht |
| ----- | ----- | ------------ | ------ | --------- | --------------- | ------------- | ------------ | --------------- | ----- | ----- | ------ | ----- | ------- | ------ | ------- | ------------- | ---------- |
| Thuis | 0 – 1 | 2 – 0        | 1 – 1  | 0 – 1     | 2 – 1           | 6 – 3         | 0 – 2        | 0 – 1           | 2 – 2 | 3 – 1 | 2 – 1  | 2 – 0 | 1 – 0   | 0 – 1  | 2 – 1   | 1 – 2         | 0 – 2      |
| Uit   | 5 – 0 | 0 – 1        | 2 – 0  | 4 – 1     | 1 – 0           | 1 – 1         | 2 – 1        | 1 – 0           | 0 – 0 | 0 – 3 | 3 – 0  | 1 – 1 | 0 – 0   | 1 – 0  | 1 – 0   | 2 – 1         | 2 – 0      |

### KNVB Beker
| 2e ronde                                        | Haarlem           | 1 – 2 (0 – 1, 1 – 1) Na verlenging | AZ '67                            |
| 11 november 1973 Plaats: Haarlem Jan Gijzenkade | Bobby Vosmaer 80' |                                    | 32' Hans Mol 116' Kristen Nygaard |

## Statistieken Haarlem 1973/1974

### Eindstand Haarlem in de Nederlandse Eredivisie 1973 / 1974
| Stand | Gespeeld | Gewonnen | Gelijk | Verloren | Punten | Doelpunten voor | Doelpunten tegen |
| ----- | -------- | -------- | ------ | -------- | ------ | --------------- | ---------------- |
| 12e   | 34       | 10       | 6      | 18       | 26     | 33              | 46               |

### Topscorers
| #      | Naam               | Goal |
| ------ | ------------------ | ---- |
| 1.     | Piet van den Berg  | 9    |
| 2.     | Dries Boszhard     | 5    |
| 2.     | Jerzy Sadek        | 5    |
| 2.     | Bobby Vosmaer      | 5    |
| 5.     | Peter Feteris      | 2    |
| 5.     | Beer Wentink       | 2    |
| 7.     | Pepe Fernández     | 1    |
| 7.     | Ton Marijt         | 1    |
| 7.     | Tonnie Nieuwenhuys | 1    |
| 7.     | Gerrit Peijs       | 1    |
| 7.     | André Wetzel       | 1    |
| Totaal | Totaal             | 33   |

| #      | Naam          | Goal |
| ------ | ------------- | ---- |
| 1.     | Bobby Vosmaer | 1    |
| Totaal | Totaal        | 1    |

## Voetnoten
Ajax ·
FC Amsterdam ·
AZ '67 ·
Feyenoord ·
Go Ahead Eagles ·
De Graafschap ·
FC Groningen ·
FC Den Haag-ADO ·
Haarlem ·
MVV ·
NAC ·
N.E.C. ·
PSV ·
Roda JC ·
Sparta ·
Telstar ·
FC Twente '65 ·
FC Utrecht